# Голець Ганна Іванівна
Ганна Іванівна Голець (16 лютого 1910, с. Камінське Охтирського повіту, нині не існує — 6 жовтня 2001, Тернопіль) — українська актриса.

## Життєпис
Народилася 16 лютого 1910 р. у селі Камінське Охтирського повіту (нині не існує) у сім'ї регента-псаломщика. 
Навчалася в Охтирській семирічці, закінчила згодом педагогічний технікум, вчителювала. 1935 р. поступила до Другого робітничо-селянського пересувного театру Харківщини з базою в Охтирці (тепер Сумської області). Тоді зіграла першу велику роль Наталки у «Наталці Полтавці» Котляревського. Над театром взяли творче шефство талановиті актори Харківського театру ім. Т. Шевченка Валентина Чистякова, А. Бучма, М. Терещенко.
Працю Охтирського театру порушив напад Німеччини на Україну 1941 р. Театр евакуюється до Казахстану, де діяв понад два роки.
У січні 1944 р. Ганна Голець повертається з театром до Охтирки. Згідно з розпорядженням Міністерства культури України Охтирський драмтеатр ім. Т. Шевченка у червні 1945 переведено на постійну роботу до Тернополя.
Основним амплуа актриси були різнопланові образи матерів — Терпилихи («Наталка Полтавка»), Іванихи Дубихи («У неділю рано зілля копала»), Вусті Шурай («Ой не ходи, Грицю…»), Дзвонарихи («Не судилось»), матері («Марина»). Знаменито вона змальовувала образ старої циганки Гордилі у виставі «Циганка Аза» Старицького.
У сезоні 1979—1980 років у виставі «Поки гарба не перекинулась» О. Іоселіані Г. Голець зіграла успішно свою останню роль матері Кесарії.
У лютому 2000 року вечором-концертом відзначив Тернопільський театр 90-річчя з дня народження ветерана сцени Ганни Голець. Залишила Г. Голець спогади «Незабутнє» про своє творче життя, опубліковане у газеті «Вільне життя» (1980, 29 жовтня).
Проживала в Тернополі.